# Voi
Voi – największe miasto w hrabstwie Taita-Taveta, w południowej Kenii. W 2019 liczyło ponad 53 tys. mieszkańców.